# Ben Foster
Benjamin Anthony "Ben" Foster (Leamington Spa (Warwickshire), 3 d'abril de 1983) és un futbolista anglès que juga de porter amb el West Bromwich Albion FC des de la temporada 2012-2013. Entre 2007 i 2010 també ha jugat amb la selecció de futbol d'Anglaterra.